# Partido de la Dignidad (Egipto)
El Partido de la Dignidad o Partido Al-Karama (en árabe: حزب الكرامة, Hizb al-Karama), es un partido político egipcio fundado en 1996 a partir de una escisión de una escisión del Partido Naserista Democrático Árabe por Hamdin Sabahi y Amin Iskander y legalizado oficialmente en 2011 tras la Revolución egipcia. El partido promueve los principios de justicia social, soberanía nacional y derechos democráticos. 

## Principios políticos
El partido Al-Karama considera que Egipto representa la cuna del nacionalismo árabe y que un verdadero renacimiento árabe sólo puede realizarse mediante la igualdad social y el desarrollo científico y cultural.Las propuestas políticas de Al-Karama incluyen establecer un sistema híbrido presidencial-parlamentario con mayores poderes para el primer ministro, combatir la corrupción gubernamental mediante mecanismos de transparencia, fomentar la descentralización mediante la transferencia de poder a los consejos locales y gobernaciones, y revitalizar el proceso político a través de reformas constitucionales que promuevan el pluralismo político.
Antes de las elecciones de noviembre de 2011, Al-Karama postuló sus principios políticos en una entrevista con Ahram:
- Forma de gobierno: sistema de gobierno que limite la autoridad presidencial y otorgue al primer ministro plenos poderes como representante del poder ejecutivo. El partido también apoya un sistema de gobierno que permita al parlamento redactar y aprobar leyes y supervisar la actuación del gobierno.
- Justicia social: redistribución profunda y equitativa de la riqueza y los recursos en la sociedad egipcia, junto con medidas de alivio de la pobreza mediante la planificación estatal y programas de bienestar social.
- Política económica: papel central del gobierno en la planificación estatal.

- Religión y Estado: Al-Karama cree que la religión representa un componente cultural esencial de la sociedad egipcia, pero no apoya un sistema teocrático de gobierno. Sin embargo, el partido adopta una postura firme contra el laicismo. El programa de Al-Karama afirma que "los laicistas quieren separar a los nacionalistas de su pasado y su presente e insertarlos en un escenario occidental contemporáneo totalmente ajeno a ellos."

- Juicios militares: partido se opone a la práctica de remitir a civiles a tribunales militares.

- Ley de Huelga y Movimientos Laborales: Al-Karama rechaza las leyes que prohíben las huelgas laborales. Además, subraya la importancia de respetar el derecho constitucional de los trabajadores a la huelga, que el partido sostiene que no debe revocarse ni criminalizarse.
- Relaciones exteriores: El partido se opone a la normalización de las relaciones con Israel y afirma que desea que se anule el tratado de paz entre Egipto e Israel.

## Historia

### Primeros años
El fundador del partido, Hamdin Sabahi, se presentó a las elecciones a la Cámara Baja del Parlamento por primera vez en 1995 como candidato independiente, aunque en aquel momento era miembro del Partido Naserista. Volvió a presentarse como independiente en las elecciones de 2000 y 2005 porque el Partido Al-Karama nunca consiguió obtener una licencia formal de partido bajo el régimen de Mubarak.En este momento, el partido denunció al gobierno por monopolizar el poder político y restringir las actividades de los grupos de oposición.
En una de sus primeras acciones, en 1997, Sabahi fue detenido y acusado de incitar a los trabajadores agrícolas a organizar una sentada indefinida en sus tierras en protesta por una nueva ley que regulaba la relación entre propietarios y arrendatarios. La nueva ley revocaba las reformas agrarias aplicadas inmediatamente después de la Revolución de 1952. El conjunto de las nuevas reformas permitía a los terratenientes imponer enormes aumentos de los alquileres y desalojar a los arrendatarios.
Desde que se separaron del Partido Naserista en marzo de 1996, Sabahi e Iskander solicitaron en reiteradas ocasiones el registro legal del Partido Al Karama al Comité de Partidos Políticos (CPP) y fueron rechazados en dos ocasiones. Después de que el CPP rechazara su solicitud inicial alegando que su plataforma "no era suficientemente distinta de las de los partidos existentes". Sabbahi e Iskandr apelaron al Consejo de Estado, pero, en marzo de 2002, el Consejo de Estado confirmó la decisión del CPP. El 25 de septiembre de 2004, el Partido Karama, que, según Iskander, "pretende modernizar el programa panárabe de Gamal Abdel Nasser con un mayor énfasis en la democracia y el pluralismo", solicitó de nuevo al PPC permiso para operar. El 2 de octubre de ese año, el CPP rechazó de nuevo la solicitud alegando que el partido "propugnaba una ideología radical".

A este respecto, en una entrevista con la organización Human Rights Watch, Hamdin Sabahi, afirmó que: 
"según la ley de partidos políticos, el partido gobernante tiene derecho a elegir a su oposición, en sus propios términos". 
Por su parte, Amin Iskander expuso que 
"el Comité de Partidos Políticos es el PND y ley de partidos políticos es una ley para prohibir los partidos políticos".
En las elecciones parlamentarias del año 2000, el líder de Al-Karama, Hamdin Sabahi, se presentó como candidato independiente y ganó un escaño. Tras la toma de posesión de su escaño como independiente, Sabahi fue el primer diputado que planteó públicamente la cuestión de las exportaciones de gas egipcio a Israel. En consonancia con su partido, Sabahi mantuvo una postura firme contra la construcción de una barrera de separación a lo largo de la frontera de Egipto con la asediada Franja de Gaza.
Como parte de su oposición al régimen de Mubarak, los miembros de Al-Karama participaron activamente del movimiento Kifaya. Este movimiento, surgió en 2004 como el primer movimiento de protesta que exigía que Hosni Mubarak dimitiera como presidente y se abstuviera de traspasar la presidencia a su políticamente influyente hijo, Gamal. En abril de 2009, Al-Karama se unió a la Coalición Egipcia para el Cambio, una alianza que incluía al movimiento Kefaya, el Movimiento Juvenil del 6 de Abril, al-Wasat y miembros individuales de los Hermanos Musulmanes.

### Elecciones de 2011-2012
Tras su legalización en agosto de 2011, el Partido Al-Karama contaba con alrededor de 7.000 afiliados y se presentó a las elecciones parlamentarias de noviembre de 2011 con dieciséis candidatos. Diez de estos candidatos formaban parte de las listas electorales de la Alianza Democrática, liderada por los Hermanos Musulmanes, para la Cámara Baja, de 508 miembros, y tres para la Cámara Alta, de 270 miembros. Junto con los Hermanos Musulmanes, el partido Libertad y Justicia, dominó las listas de candidatos de la Alianza Democrática. Al-Karama fue uno de los pocos partidos laicos que permaneció en la coalición durante las elecciones de la Asamblea del Pueblo.
Al-Karama contempló la posibilidad de abandonar la Alianza Democrática debido a un conflicto con el Partido Libertad y Justicia sobre las posiciones relativas de sus candidatos en las listas electorales. Sin embargo, Al-Karama decidió finalmente concurrir a las elecciones a través de la Alianza Democrática. El líder del partido, Amin Iskandar, justificó la decisión de unirse a la alianza liderada por los islamistas diciendo que el partido Al-Karama se oponía a las divisiones electorales entre fuerzas liberales e islamistas. No obstante, subrayó que el programa de su partido era independiente y distinto del de otros partidos de la lista. Otro dirigente del partido, Saad Aboud, que también se presenta a los comicios parlamentarios, declaró que el puesto de Al-Karama en la lista de la Alianza Democrática podría permitir al partido hacerse con hasta once escaños en el parlamento.
Finalmente, la coalición quedó en primer lugar tras obtener el 37,5% de los votos y 127 escaños, entre los cuales Al Karama obtuvo 6. Junto con los 101 escaños del partido Libertad y justicia, formaron un bloque con el 45.8% de los votos.
Por su parte, Sabahi presentó su candidatura a la presidencia como candidato independiente y obtuvo la tercera posición con un 21,5% de los votos. Después de que Sabahi abandonase el partido en agosto de 2011, Mohamed Sami se convirtió en el líder oficial de Al-Karama.Por su parte, Sabahi formó meses más tarde la Corriente Popular Egipcia, formación a la que se fue gran parte de la militancia de Al-Karama.Esta nueva formación política tenía como objetivo agrupar a las fuerzas laicas del país contra los islamistas, alejándose así Sabahi de los islamistas.

### Al-Karama en el régimen de Al Sisi
Tras el golpe de Estado perpetrado por Abdel Fattah Al Sisi, los partidos de la oposición sufrieron la represión y la vuelta a la clandestinidad, incluido Al-Karama. 
Por su parte, Hamdin Sabahi, fundador de Al-Karama ya fuera del partido, había apoyado el derrocamiento en 2013 del presidente Mohamed Morsi, el primer mandatario democráticamente elegido de Egipto, por parte de Al Sisi, así como la posterior prohibición del grupo Hermanos Musulmanes. En 2015, Sabahi fue el único candidato que se presentó contra Sisi en las elecciones presidenciales, obteniendo solo el 3% de los votos.Durante su campaña, el lema principal fue "Pan, libertad y justicia social", apelando al espírito del levantamiento de 2011 que derrocó al régimen de Hosni Mubarak tras tres décadas en el poder. Sabahi recibió multitud de críticas por su papel en esas elecciones, también por parte del futuro líder de Al-Karama, Ahmed Al Tantawi. Se consideró que la su candidatura carecía de una verdadera oposición a Sisi y que era una farsa que solo servía para legitimar el golpe militar de 2013.Tras su derrota electoral y las críticas de la oposición, Sabahi comenzó a criticar duramente la represión de Al Sisi contra las libertades democráticas, incluyendo el derecho de manifestación.
En una entrevista con Reuters en 2016, Sabahi instó a los grupos de oposición no islamistas de Egipto, incluyendo al partido Al-Karama que había abandonado cuatro años antes, a superar sus diferencias y formar una fuerza unida que ofrezca una alternativa democrática al gobierno actual. Reconoció el fracaso de la oposición al no representar eficazmente al pueblo egipcio ni proporcionar soluciones reales, cinco años después de la revolución de 2011 que puso fin al régimen de Hosni Mubarak. Finalmente, el partido centroizquierdista Corriente Popular, junto con algunos políticos independientes, se integraron en el Partido Al Karama, en un esfuerzo renovado por captar a los egipcios descontentos con las políticas económicas de Sisi y la falta de libertades.
En un nuevo intento de revitalizar el partido, el 25 de diciembre de 2020, el Al-Karama anunció la elección de Ahmed Tantawi, que ya había sido diputado del parlamento entre 2015 y 2019, como su nuevo presidente, en reemplazo de Muhammad Sami.Su firme oposición a las enmiendas constitucionales de 2019, que allanaron el camino para que Sisi se presentara a un tercer mandato, lo habían convertido en el diputado más abiertamente crítico del presidente dentro del parlamento, por lo que se planteaba como un líder carismático para el partido. Tantawi aceptó públicamente su derrota en las elecciones parlamentarias y declaró el inicio de un movimiento político reformista para monitorear al gobierno y sus decisiones, generando gran expectativa entre los actores políticos y mediáticos en Egipto.
En una entrevista con Mada Masr el 12 de mayo de 2022, Ahmed Tantawi, líder del Partido Karama, expresó su escepticismo respecto a la invitación del presidente Abdel Fattah Al-Sisi a un diálogo político nacional. Tantawi criticó que la gestión del diálogo se asignara a una entidad fundada y supervisada por Sisi, argumentando que el diálogo debe realizarse directamente con la presidencia de la república para garantizar su seriedad y eficacia. Tras el anuncio presidencial, Tantawi convocó a diversos políticos del Movimiento Democrático Civil con el objetivo de establecer un consenso sobre la estructura y agenda del diálogo con el Estado. Propuso un plan de cinco puntos enfocado en:
- Reforma política y transición democrática
- Reforma económica y justicia social
- Reforma legislativa e institucional
- Derechos humanos y libertades públicas
- Seguridad nacional e intereses nacionales[14]

Tras recibir presiones de organismos de seguridad del país, Tantawi se exilió al Líbano en 2022 y regresó en mayo de 2023 para participar en las elecciones presidenciales de 2024.En estas últimas elecciones, Tantawi se postuló como el principal opositor de Al Sisi, planteando cuestiones críticas, como la oposición a la normalización con Israel, la redistribución de la riqueza y la reformulación de las subidas de impuestos y de los acuerdos con el Fondo Monetario Internacional.Sin embargo, su partido acabó desmarcándose de esta candidatura, que no pudo llegar a obtener los apoyos necesarios, expresando su desacuerdo con una convocatoria electoral sin garantías, explicando junto con su coalición "las profundas dudas de todos los partidos del movimiento sobre la credibilidad e integridad de las próximas elecciones, lo que los lleva a exigir no participar en ellas".
Actualmente, el presidente del partido ha vuelto a ser Hamdin Sabahi, quien sigue centrando su discurso en la defensa de la causa palestina y las críticas a la represión política en Egipto.